# Aliança Nacional para a Salvaguarda da Identidade Peúle e a Restauração da Justiça
A Aliança Nacional para a Salvaguarda da Identidade Peúle e a Restauração da Justiça (em francês:  Alliance nationale pour la sauvegarde de l'identité peule et la restauration de la justice, ANSIPRJ) foi um movimento político e militar formado em 21 de junho de 2016 durante a Guerra do Mali.

## Fundação
A ANSIPRJ foi fundada em 21 de junho de 2016, em um contexto de violência intercomunitária na região central do Mali. Em 2012, muitos peúles, apesar de rejeitarem a adesão ao jihadismo, haviam ingressado no Movimento para a Unidade e a Jihad na África Ocidental (MUJAO) para lutar contra a hegemonia dos separatistas tuaregues do Movimento Nacional de Libertação do Azauade (MNLA). Em 2015, um grupo jihadista predominantemente peúle chamado Frente de Libertação do Macina, na verdade uma katiba do Ansar Dine, aparece na região de Mopti. Desde então, os peúles são acusados de possuir ligações com jihadistas. Em 2016, a associação Dental Pulaku ("União dos Peúles") denuncia a indistinção e acusa o exército maliano de matar cerca de quinze civis peúles durante o mês de abril de 2016. No início de maio, milicianos bambaras conduzem ataques contra os peúles no Cercle de Ténenkou, matando pelo menos trinta pessoas.

## Ideologia e objetivos
A ANSIPRJ anuncia que seu objetivo é a proteção das populações peúles. O grupo alega ser contrário ao jihadismo e ao independentismo, porém declara que o "primeiro inimigo no terreno é o exército maliano". O líder do movimento declara: "Onde quer que cruzemos com soldados malianos, nós os atacaremos". O grupo então acusa o exército maliano "e seus caçadores de recompensas" de serem responsáveis pela morte de 388 membros de sua comunidade.
De acordo com o pesquisador de antropologia Boukary Sangaré, numerosos pastores nômades peúles na região pegaram em armas e aderiram a grupos armados, incluindo jihadistas, para "libertarem-se do jugo dos chefes tradicionais ou das elites, não mais pagar impostos que pareçam-lhes injustos e simplesmente se protegerem contra os vários grupos ou atos de banditismo".

## Organização e efetivos
A ANSIPRJ foi presidida por um maliano, Oumar al-Janah ou Oumar Aldiana, filho de um tuaregue e de uma peúle e ex-membro do MNLA. Ele afirma que o grupo computa 700 homens em sua fundação e reivindica posteriormente 2.300 combatentes em novembro de 2016, mas esse número é provavelmente exagerado. O vice-secretário geral do movimento era Sidy Bakaye Cissé.
O movimento foi ativo na região de Timbuktu, na região de Gao e na região de Ségou.
Quando foi criada, a ANSIPRJ retirou-se da associação Pulaku Dental.
O grupo reivindicou dispor do apoio de políticos malianos e membros da diáspora peúle.

## Ações
Em 19 de julho de 2016, a ANSIRPJ anunciou que conduziu um ataque a Nampala contra o exército maliano. No entanto, a ofensiva também foi reivindicada pela Ansar Dine. A ANSIPSJ ainda reivindica uma emboscada contra soldados malianos perto de Boni em 9 de setembro de 2016, onde três guardas nacionais são mortos e dois feridos.

## Dissolução
Depois de alguns meses, os dois líderes da ANSIPRJ se separam. Em setembro, Sidy Bakaye Cissé deixa a aliança e se junta ao Movimento pela Defesa da Pátria (MDP), membro da Plataforma. Em 19 - 20 de novembro de 2016, Oumar al-Janah finalmente anuncia que o seu movimento está a depor armas e incluiria-se no processo de paz. Também anuncia uma reconciliação com o Movimento para a Salvação de Azauade (MSA), a Coalizão do Povo para Azauade (CPA) e o Congresso para a Justiça no Azauade (CJA), próximos da Coordenação dos Movimentos de Azauade. Em outubro de 2017, Umar al-Janah declarou que decidiu cessar os combates por causa das pressões dos jihadistas peúles, que "se recusavam a ter outra força peúle na área, uma força que não fosse jihadista". Ele declarou não ter os meios e nem vontade de combater os jihadistas peúles e anunciou que a ANSIPRJ aderiu ao MNLA.